# 국내선

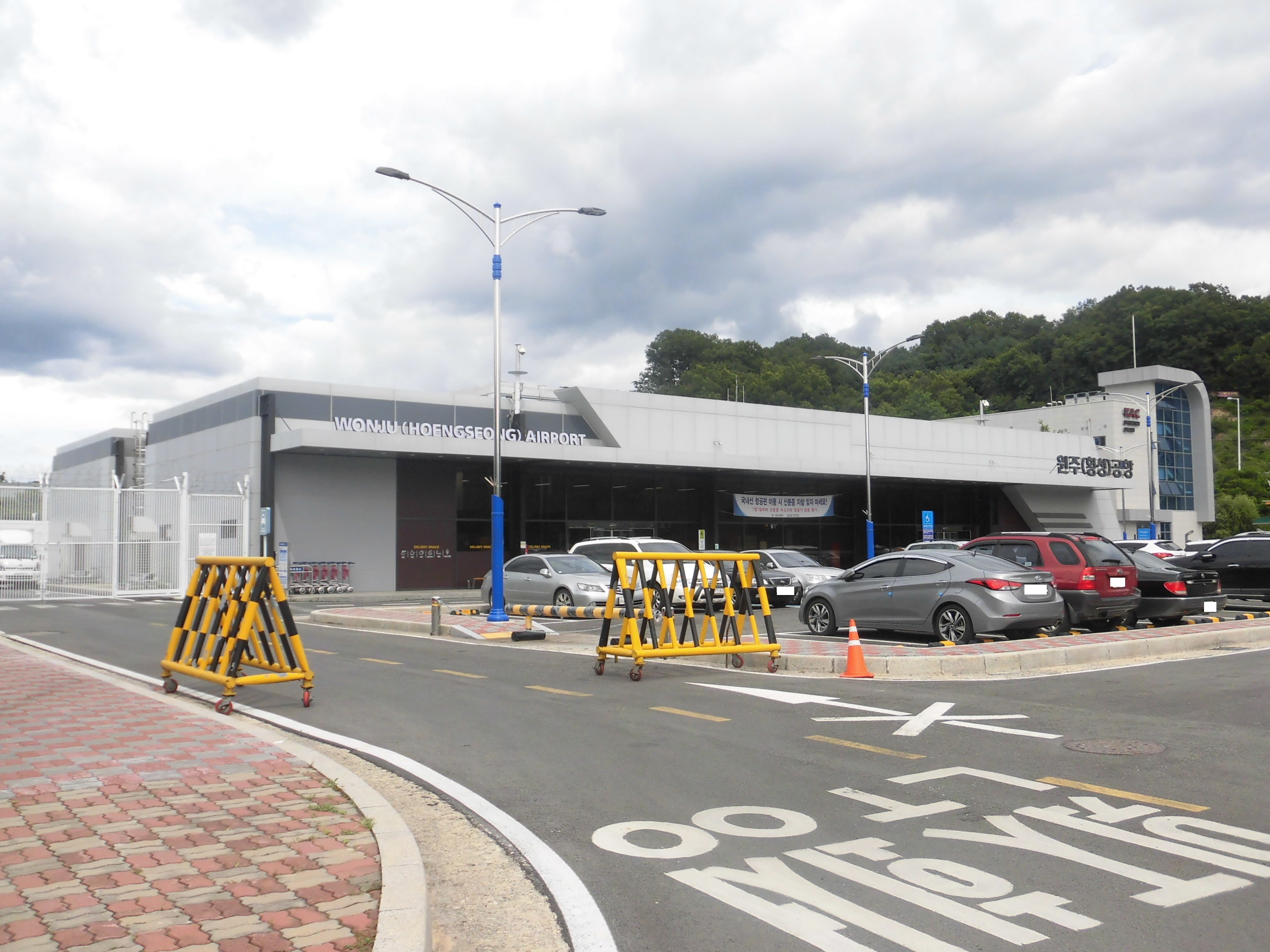
원주공항

국내선(國內線)은 같은 국가에서 출발과 도착이 이루어지는 민간 항공 내의 상업 항공의 한 형태이다.
국내선 전용 공항은 국내선 공항으로 알려져 있다. 국내선은 일반적으로 대부분의 국제선보다 저렴하고 짧다. 일부 국제선 항공편들은 다른 나라의 도시들 사이의 짧은 거리 때문에 국내선보다 저렴할 수 있고, 또한 국내선 항공편은 주로 고소득의 비즈니스 여행자들이 이용하는 반면 레저 여행자들은 국내에서 도로나 철도를 이용하기 때문에 국내선보다 저렴할 수 있다. 싱가포르, 룩셈부르크, 나우루 등과 같이 일부 작은 나라들이나 홍콩, 마카오, 지브롤터처럼 속령을 가진 지역 등은 예정된 국내선 항공편이 없다.

## 국내 최대 시장
| 계급 | 국가           | 2018년 | 성장  |
| ---- | -------------- | ------ | ----- |
| 1    | 미국           | 958.1  | 4.4%  |
| 2    | 중국           | 685.1  | 9.8%  |
| 3    | 인도           | 165.7  | 15.7% |
| 4    | 인도네시아     | 148.4  | 4.0%  |
| 5    | 일본           | 146.5  | 1.0 % |
| 6    | 브라질         | 119.6  | 3.4%  |
| 7    | 오스트레일리아 | 79.4   | 0.5%  |
| 8    | 러시아         | 74.9   | 9.8%  |
| 9    | 캐나다         | 65.6   | 5.2%  |
| 10   | 터키           | 65.1   | 5.2%  |

1. ↑  29% of all global domestic capacity